# Franciszek Araszkiewicz
Franciszek Araszkiewicz (* 14. Juli 1986) ist ein polnischer Komponist, Installations-, Performance- und Videokünstler.
Araszkiewicz studierte an der Musikakademie Krakau bei Krzysztof Knittel (2009–13) und bei Marcel Chyrzyński (2013–15). Er komponiert Instrumental- und Vokalmusik, elektroakustische und Filmmusik und ist auf dem Gebiet der Installations-, Performance- und Videokunst aktiv. 
Seine Kompositionen wurden u. a. bei der Gramodeska Young European Composers’ Competition in Brünn und Prag 2011, dem internationalen Komponistenfestival in Krakau 2012 und 2014, beim AHEAD-Festival in Vilnius 2014 und dem Festival Audio Art 2014 aufgeführt. Seine Installationen wurden u. a. beim Audio Art Festival 2011, beim Kultura 2.0 Festival in Warschau und beim Athens Video Art Festival 2013 gezeigt. Seine Komposition Musique Logistique für zwei Klaviere erhielt 2013 den Zweiten Preis beim Nationalen Kompositionswettbewerb „..kiedy myślę Messiaen…“.

## Werke

### Kompositionen
- Deconstruction of Fractals für Elektronik und Video (2012)
- Sketches on the apartament’s roof für Altsaxophon und Cello (2012)
- Golden Apartment für Altsaxophon und Klavier (2012)
- Fulfilling the circle für Orgel (2013)
- Variantes de Voyages für Flöte, Gitarre und Perkussion (2013)
- Hypercube für Infrarot-Harfe und Video (2013)
- Versteckt für Kontrabass und Elektronik (2013)
- Superposition für Elektronik (2013)
- Monster Group Number für Sopran und Elektronik (2013)
- Indeterminacy rule für zwei Klaviere und Orchester (2013)
- Lunatic Fringe für Altsaxophon, Violine, Viola, Cello und Klavier (2014)
- Study of Chaos für Klavier zu vier Händen (2014)
- Barracks/void für Kammerorchester (2014)
- Palindromic Fractal für Infrarot-Harfe, Orchester und Video (2014)
- Palindromic Brainwaves für Stimme und mit Gehirnwellen gesteuerte Elektronik (2015)
- Ménilmontant Fluctuations für Gitarre, Cello und Klavier (2015)
- Minutki I für vier Celli, Elektronik und Video (2015)
- Monoliths 2:3:5, Konzert für Klavier und Orchester (2015)
- Paradoxes 2 für Klavier und mit Gehirnwellen gesteuerte Elektronik (2015)
- Aftershocks für Bassflöte, Altsaxophon, Klavier und Kontrabass (2016)
- Aleph and Continuum für Elektronik (2016)
- The Overlook für Orgel und mit Gehirnwellen gesteuerte Elektronik (2016)
- The Humbling/Dark matter für Kammerensemble (2016)
- Cum structura für Flöte, Violine, Viola und Cello (2016)
- The Borders of Unreachability für Klavier (2017)
- Fluctuations für Tenorsaxophon und Elektronik (2017)

### Installationen
- Soundloom
- First world virus (presentation)

### Performances
- Beyond the Fields (mit Michael Fischer)
- Fluctuations (mit Michael Fischer)
- Brainfields
- Double Brain (mit Marek Chołoniewski)
- InfraBrainFields
- The Overlook
- Graphics in infra-red

### Videokunst
- Deconstruction of Fractals
- Hommage a Brandl